# Barry Nelson
Pour les articles homonymes, voir Nelson.
Barry Nelson (/ˈbæɹi ˈnɛlsən/), nom de scène de Robert Haakon Nielson, est un acteur américain né le 16 avril 1917 à San Francisco (Californie) et mort le 7 avril 2007 dans le comté de Bucks (Pennsylvanie). 
Il est le premier acteur à avoir tenu le rôle de James Bond dans une adaptation du premier roman de Ian Fleming, Casino Royale en 1954.

## Biographie
Sous contrat avec la Metro-Goldwyn-Mayer, Barry Nelson a fait ses débuts à l'écran dans le rôle de Paul Clark dans L'Ombre de l'Introuvable (1941) mettant en vedette William Powell et Myrna Loy, avec Donna Reed. Il enchaîne avec son rôle de Lew Rankin dans le drame Johnny Eager (1942) avec Robert Taylor et Lana Turner. Il tient le rôle principal dans un autre film de la MGM, A Yank on the burma road (1942). 
Pendant son service militaire au côté des États-Unis dans la Seconde Guerre mondiale, Barry Nelson fait ses débuts sur la scène de Broadway dans l'un des rôles principaux, Bobby Grills, dans la pièce de Moss Hart Victoire de Samothrace (1943). Sa prochaine comparution à Broadway est dans le rôle de Peter Sloan dans Light Up the Sky de Hart (1948), qui a été un succès. Il continue à apparaître sur Broadway avec Barbara Bel Geddes dans la production originale de Broadway de Blue Moon ; il était le dernier survivant des membres de la distribution originale de la production. Il a joué Bart Adams, un riche jeune Américain dont les activités l'impliquent dans une série d'aventures. Il est également apparu en face de Lauren Bacall dans la comédie d'Abe Burrows Cactus Flower en 1965 et avec Dorothy Loudon dans The Fig leaves Are Falling en 1969. Un autre rôle à Broadway, celui de Gus Hammer dans The Rat Race (1949).
Il a été le premier acteur à interpréter James Bond à l'écran en 1954, dans une adaptation du roman Casino Royale de Ian Fleming présentée par la série télévisée d'anthologie Climax!, huit ans avant Sean Connery. Il semblerait que cette réalisation ait été le pilote d'une éventuelle série télévisée de James Bond, mais on ignore si Barry Nelson avait l'intention de continuer à jouer le personnage[Information douteuse]. En 2004, il a dit : « À l'époque, personne n'avait jamais entendu parler de James Bond... J'ai dû me gratter la tête en me demandant comment le jouer. Je n'avais pas lu le livre ou quelque chose comme ça parce qu'il n'était pas très connu. ». James Bond n'était pas très connu aux États-Unis jusqu'à ce que le président John F. Kennedy cite Bons Baisers de Russie parmi ses dix livres préférés dans un article du 17 mars 1961 de Life Magazine.
Barry Nelson est apparu dans le rôle de Grant Decker dans La Menace du Mal, un épisode de 1960 de la série d'anthologie de CBS DuPont Show avec June Allyson.
En 1978, il a été nommé pour un Tony Award du meilleur acteur dans une comédie musicale pour son rôle de Dan Connors dans La Loi (1977) avec Liza Minnelli.
Sa dernière apparition à Broadway était Julian Marsh dans La 42e rue (1986).
Parmi ses autres films on trouve Airport et Shining (rôle du directeur de l'hôtel qui interroge Jack Nicholson lors de son embauche), et il est également apparu dans des séries de télévision comme Arabesque, Dallas, Cannon et Magnum.
À la fin de sa vie, Barry Nelson et sa seconde épouse ont passé beaucoup de temps à voyager. Il avait prévu d'écrire deux livres sur ses activités sur scène et à Hollywood.
Barry Nelson a eu deux épouses, l'actrice Teresa Celli, dont il divorcera plus tard, et Nansilee (Nansi) Hoy, qui sera sa femme jusqu'à la fin de sa vie. Lui et Nansi ont partagé leurs vies entre leurs maisons de New York et de France.
Selon sa veuve, Barry Nelson meurt le 7 avril 2007 pendant leur voyage en Pennsylvanie neuf jours avant son 90e anniversaire. Les causes de la mort ne sont pas connues.

## Filmographie

### Cinéma
- 1941 : L'Ombre de l'Introuvable (Shadow of the Thin Man) de W. S. Van Dyke : Paul
- 1942 : Johnny, roi des gangsters (Johnny Eager) : Lew Rankin
- 1942 : A Yank on the Burma Road : Joe Tracey
- 1942 : Dr. Kildare's Victory : Samuel Z. Cutter
- 1942 : Don't Talk (court-métrage) : l'agent du FBI Freed
- 1942 : Rio Rita : Harry Gantley
- 1942 : The Affairs of Martha : Danny O'Brien
- 1942 : Les Yeux dans les ténèbres (Eyes in the Night) : Mr. Busch
- 1943 : Et la vie continue (The Human Comedy) : Norman Dana
- 1943 : Bataan : F. X. Matwoski
- 1943 : Un nommé Joe (A Guy Named Joe) : Dick Rumney
- 1944 : La Victoire des ailes (Winged Victory) de George Cukor : Robert Edward Crills
- 1945 : Time to Kill (court-métrage) : Harry O'Brien
- 1946 : The Luckiest Guy in the World (court-métrage) : Charles Vurn
- 1947 : Undercover Maisie : lieutenant Paul Scott
- 1948 : Tragique Décision (Command Decision) : Cumquat B-Baker Crewman (voix)
- 1948 : Tenth Avenue Angel : Al Parker
- 1951 : The Man with My Face : Charles Graham/Albert Rand
- 1956 : La VRP de choc (The First Traveling Saleslady) : Charles Masters
- 1963 : Mary, Mary : Bob McKellaway
- 1970 : Airport : Anson Harris
- 1972 : Peter et Tillie : Burt
- 1980 : Island Claws : Dr Neal
- 1980 : Shining : Ullman

### Télévision
- 1948-1950 : The Chevrolet Tele-Theatre (en) (série TV) : Joe Golden
- 1950 : The Philco Television Playhouse (épisode Home Town)
- 1950 : Robert Montgomery Presents (épisode The Egg and I)
- 1950 : Suspense (épisode The Old Man's Badge)
- 1950 : Starlight Theatre (épisode Second Concerto)
- 1950 : Suspense (épisode The Gentleman from America)
- 1950 : Starlight Theatre (épisode The Roman Kid)
- 1950 : Starlight Theatre (épisode The Juggler)
- 1950 : Suspense (épisode A Pocketful of Murder)
- 1950 : The Philco Television Playhouse (épisode Dear Guest and Ghost)
- 1950 : Pulitzer Prize Playhouse (épisode The End Game)
- 1950 : Suspense (épisode The Guy from Nowhere)
- 1951 : Suspense (épisode Tough Cop)
- 1951 : Suspense (épisode Dead Fall)
- 1952-1954 : The Hunter
- 1953 : Willys Theatre Presenting Ben Hecht's Tales of the City (épisode no 1)
- 1953-1955 : My Favorite Husband
- 1954 : Casino Royale (épisode de Climax !)
- 1955 : Schlitz Playhouse of Stars (épisode The Uninhibited Female)
- 1956 : Le Choix de... (épisode Every Man Had Two Wives)
- 1956 : Producers' Showcase (épisode Happy Birthday)
- 1958 : Climax ! (épisode The Push-Button Giant)
- 1958 : Lux Playhouse (épisode Drive a Desert Road)
- 1959 : Alfred Hitchcock présente (épisode The Waxwork)
- 1960 : The DuPont Show with June Allyson (épisode Threat of Evil)
- 1960 : Zane Grey Theater (épisode Deception)
- 1960 : The United States Steel Hour (épisode A Time to Decide)
- 1963 : The DuPont Show of the Week (épisode The Bachelor Game)
- 1963 : Ben Casey (épisode My Love, My Love)
- 1964 : Bob Hope Presents the Chrysler Theatre (épisode Wake Up, Darling)
- 1964 : Alfred Hitchcock présente (épisode Anyone for Murder ?)
- 1964 : The Greatest Show on Earth (épisode There Are No Problems, Only Opportunities)
- 1964 : La Quatrième Dimension (épisode Étape dans une petite ville)
- 1964 : Dr. Kildare (épisode Maybe Love Will Save My Apartment House)
- 1964 : Kraft Suspense Theatre (épisode One Tiger to a Hill)
- 1964 : Alfred Hitchcock présente (épisode Misadventure)
- 1967 : Vacation Playhouse (épisode Heaven Help Us)
- 1969 : Les Règles du jeu (épisode Breakout to a Fast Buck)
- 1969 : Love, American Style (épisode Love and the Militant)
- 1969 : Sur la piste du crime (épisode Tug-of-War)
- 1971 : Longstreet (épisode Spell Legacy Like Death)
- 1973 : Ghost Story (épisode Doorway to Death)
- 1973 : Cannon (épisode Du pain sur la planche)
- 1974 : Angoisse (épisode Sonnez une fois)
- 1977 : Intrigues à la Maison Blanche (Washington: Behind Closed Doors)
- 1978 : Kaz (épisode A Case of Class)
- 1978 : Galactica (épisode Les Guerriers victorieux)
- 1978 : David Cassidy - Man Undercover (épisode RX For Dying)
- 1979 : La croisière s'amuse (épisode Third Wheel / Grandmother's Day / Second String Mom)
- 1979 : The Ropers (série TV) : Oncle Bill
- 1981 : L'Homme à l'orchidée (Ner Wolfe) (série TV) : Andrew Dunaway
- 1981 : Here's Boomer (série TV) : Les Andrews
- 1981 : Taxi (série TV) : Dr Jeffries
- 1981 : Fitz and Bones (série TV) : Val
- 1981 : Dallas (série TV) : Arthur Elrod
- 1982 : Magnum (série TV) : William B. Knox
- 1983 : L'Île fantastique (Fantasy Island) (série TV) : Phillip Waverly
- 1988 : Arabesque (Murder She Wrote) (série TV) : Eugene McLenden
- 1988 : J.J. Starbuck (série TV) : Joe Piermont
- 1990 : Monsters (série TV) : Dr Vernon Rathmore